# Congrégation des Ouvriers chrétiens de Saint-Joseph-de-Calasanz
La congrégation des Ouvriers chrétiens de saint Joseph de Calasanz (en latin : Congregatio pro operariis christianis a Sancto Iosepho Calasanctio) constitue une congrégation cléricale de droit pontifical, pour la pastorale auprès des jeunes et dans les usines.

## Historique
Antoine Marie Schwartz (1852 - 1929), prêtre autrichien, est le directeur spirituel d'une association de quinze membres fondée à Vienne en 1882 pour procurer assistance et éducation religieuse aux jeunes travailleurs. Le 24 novembre 1889 avec le consentement de l'archevêque de Vienne, il fonde une congrégation de prêtres pour gérer cette œuvre.
L'institut reçoit le décret de louange le 3 février 1926, il est définitivement approuvé par le Saint-Siège le 16 mai 1939.

## Activités et diffusion
Les religieux se consacrent aux travailleurs, en particulier les plus jeunes, à la pastorale dans les usines et à l'enseignement religieux dans les écoles professionnelles.
Ils sont présents en :
- Europe : Autriche.
- Amérique : Brésil.

La maison-mère est à Vienne.
Au 31 décembre 2005, la congrégation comptait 40 religieux, dont 26 prêtres, dans 8 maisons.

## Source
- (it) Cet article est partiellement ou en totalité issu de l’article de Wikipédia en italien intitulé « Congregazione degli operai cristiani di San Giuseppe Calasanzio » (voir la liste des auteurs).